# Aburina uniformis
Aburina uniformis är en fjärilsart som beskrevs av Swinhoe 1919. Aburina uniformis ingår i släktet Aburina och familjen nattflyn. Inga underarter finns listade i Catalogue of Life.